# Аулопообразни
Аулопообразни или вретенови (Aulopiformes) са разред животни от клас Лъчеперки (Actinopterygii).
Включва 17 съвременни семейства с над 230 вида главно дълбоководни риби. Повечето видове имат характерно издължено тяло, откъдето идва името на разреда.

## Classification
Разред Aulopiformes – Аулопообразни
- Подразред Alepisauroidei
  - Семейство Alepisauridae
  - Семейство Anotopteridae
  - Семейство Evermannelidae
  - Семейство Omosudidae
  - Семейство Paralepididae
  - Семейство Scopelarchidae
- Подразред Chlorophthalmoidei
  - Семейство Bathysauroididae
  - Семейство Bathysauropsidae
  - Семейство Chlorophthalmidae
  - Семейство Ipnopidae
  - Семейство Notosudidae
- Подразред Giganturoidei
  - Семейство Bathysauridae
  - Семейство Giganturidae
- Подразред Synodontoidei
  - Семейство Aulopidae
  - Семейство Paraulopidae
  - Семейство Pseudotrichonotidae
  - Семейство Synodontidae